# Іімура Кадзукі
Кадзукі Іімура (27 грудня 2003 , Район Укьо ) — японський фехтувальник на рапірах, олімпійський чемпіон 2024 року, чемпіон світу та Азії.

## Виступи на Олімпіадах
| Олімпіада  | Дисципліна           | Місце |
| ---------- | -------------------- | ----- |
| Париж 2024 | індивідуальна рапіра | 4     |
| Париж 2024 | командна рапіра      | 1     |